# (1871) Astianacte
(1871) Astianacte es un asteroide que forma parte de los asteroides troyanos de Júpiter y fue descubierto por Ingrid van Houten-Groeneveld, Cornelis Johannes van Houten y Tom Gehrels desde el observatorio del Monte Palomar, Estados Unidos, el 24 de marzo de 1971.

## Designación y nombre
Astianacte se designó inicialmente como 1971 FF.
Más tarde fue nombrado por Astianacte, un personaje de la mitología griega.

## Características orbitales
Astianacte está situado a una distancia media del Sol de 5,257 ua, pudiendo alejarse hasta 5,427 ua y acercarse hasta 5,086 ua. Su excentricidad es 0,03245 y la inclinación orbital 8,598°. Emplea en completar una órbita alrededor del Sol 4402 días.